# اوترن
اوترن (به آلمانی: Oettern) یک شهر در آلمان است که در وایمارر لاند واقع شده‌است. اوترن ۱۵۱ نفر جمعیت دارد.